# Hrvatska liga (košarka) 1982./83.

Jug ( Dubrovnik ) - SKK Osijek 103-84   ( 52-50 )
Jug:  Marković 12, Jejina 45, Medan 14, Matić 2, 					
Bajramović 4, Lučić, Jozović, Đelalija 4, Stojanović 2,					
Sučević 10, Butigan 10					
SKK Osijek: Barjaktarić 1, Jocić, Hrgović, Kordić 21, 					
Kostić 3, Dr. Dogan 4, Uljarević 18, Da. Dogan 25,  					
Tomić 12					

SKK Osijek  - Libela Celje   83 - 95  ( 37-48)
SKK Osijek: Zupančić 6, Čorić, Jocić 10, Barjaktarić,					
Hrgović, Kordić 8, Kostić,Uljarević 2,  Lešina 23 (5-10)  					
Da.Dogan 29 ( 5-8 ) Tomić 5 ( 1-2 )					
Libela Celje: Govc, Golc 16 (4-4), Cencelj 8, Hudina,					
Ulaga, Tovornik 24 (2-2),  Aničić 16 (2-3), Pipan 21 (5-6),,					
Medved 6 (0-1), Urbanija, Kahvedžić 4, Martić					

Ilirija Ljubljana - SKK Osijek 94 - 89  ( 57-41 )
Ilirija Ljubljana: Tomažin 2, Vavpotić 14, Mržljek 6					
Lemajić 16, Medved 15, Mehle, Sešek, 6 T.Dolenc,					
Šošteršić, I.Dolenc, Antešić, Senica 29					
SKK Osijek: Zupančić 6, Kulić 6, Jocić 2, 					
Šmit, Hrgović, Kostić 8, Dr. Dogan 18, Uljarević 8,   					
Da.Dogan 35 Tomić 6 					

SKK Osijek  -  TIMA MTT Maribor   67 - 68  ( 39-36 )
SKK Osijek: Zupančić 8, Kulić, Jocić 19 (3-4), Barjaktarić,					
Hrgović, Kordić, Čorić, Dr.Dogan 2, Uljarević,  Lešina 17 (1-4)  					
Da.Dogan 14 ( 2-6 ), Tomić 7 ( 1-3 )					
TIMA MTT Maribor: Papak 6, Mirt 6 (0-1), Vujačić 16 (2-2),, 					
Kocbek 6 (2-3), Prodan 2, Vlah, Olujić 14 (4-5), Babić 10 (6-7), ,					
Bratušek 8 (4-5), Vidović, Matijević (0-2), Šešerko					

Dalvin Split - SKK Osijek 75 - 74  ( 40-39 )
Dalvin Split: Delač 4, Reić 4, Radeljić, Stegić 2					
Sapunar 4, Tudor 16, Bracanović, Bjelajac 14, 					
Kuvačić 23, Grgin 8					
SKK Osijek: Zupančić 8, Kulić 6, Jocić, Čorić, Kordić 5, 					
Kostić 2, Dr. Dogan 24, Uljarević 2, Da. Dogan 15   					
Tomić 12. 					

Monting Zagreb - SKK Osijek 104 - 83  ( 54-35 )
Monting Zagreb: Žganec 10, Radža 2, Zec 12, Markov 3					
Orešković 26, Sikirić 17, Štampalija, Šulić 8, Vitc,					
Dilipan 26					
SKK Osijek: Zupančić 6, Kulić 17, Jocić, Hrgović, Kordić 2,					
Kostić 2, Dr. Dogan 6, Šmit, Da. Dogan 33, Tomić 18.    					

Libela Celje - SKK Osijek    95 - 83  ( 47-44 )
Libela Celje: Govc, Golc 19, Cencelj 1, Turk					
Ulaga, Tovornik 32, Aničić 4, Pipan 24,					
Medved 11, Urbanija, Kahvedžić 2, Kralj 2.					
SKK Osijek: Zupančić 4, Kulić 8, Čorić, Hrgović,					
Miletić 10, Kordić 17, Kostić 4, Dr. Dogan 9 					
Da.Dogan 29, Barjaktarić 2.					

SKK Osijek  -  Alkar Sinj   78 - 80  ( 44-49 )
SKK Osijek: Zupančić, Kulić 4, Jocić 2, Barjaktarić, Čorić,					
Hrgović, Kordić, Kostić 4 (4-7), Dr. Dogan 16 (4-5), Šmit  					
Uljarević, Lešina 12 (4-4) Da.Dogan 22 ( 4-5 ) Tomić 18 (2-2)					
Alkar Sinj:  Pavić 13 (5-5),  Pleština 16 (8-8), S.Čović,					
Baban, I.Čović 2, Poljak 16 (2-2),  Vujina 19 (3-4), Župić, 					
Vučković 14 (4-4).					

Zapruđe Zagreb - SKK Osijek 70 - 73  ( 35-41 )	
Zapruđe Zagreb: Fresl 4, Cerar, Marinković, Fušnjarić 8,					
Meheš 17, Uzelac 4, Rupnik 20, Čulo, Hosman 2,					
Deak 5, Akik 2, Čađenović 18.					
SKK Osijek: Zupančić 6, Kulić 10, Jocić 2, Čorić,					
Hrgović, Kordić 12, Dr. Dogan 8, Šmit, Da. Dogan 17   					
Tomić 20 					

SKK Osijek  -  Novi Zagreb   78 - 91
SKK Osijek: Zupančić 8 (2-3), Kulić 8, Jocić 10, Barjaktarić,					
Hrgović, Kordić 4, Kostić, Dr.Dogan 4, Lešina 18  					
Da.Dogan 18 ( 2-6 ), Tomić 8 ( 2-2 )					
Novi Zagreb: Balog 10 (4-4), Veček 17 (7-8), Zelić 12 (2-2)					
Lozančić, Karaman 34 (8-8), Alavanja, Jusup 6, Zrnić, Vlajić,					
Berak, Ćosović, Kukolja 12.					

Kraški Zidar Sežana - SKK Osijek 95 - 100 (46-50)
Kraški Zidar Sežana: Žvab, Novak, Počkaj,						
Brsloc 31, Šupić 6, Srdić 4, Gvardijančić 6, Strnad 10,						
Kobs 32, Šegš 2, Mervić, Dautović 4.						
SKK Osijek: Zupančić 8, Čorić, Jocić 7, Kordić 8,						
Kostić, Dr. Dogan 12, Uljarević 6, Lešina 22,    						
Da. Dogan 29, Tomić 8						

SKK Osijek - Jug ( Dubrovnik )    94 - 74  ( 53-32 )
SKK Osijek: Zupančić 12, Kulić 14, Jocić, Hrgović, Miletić 3 (3-5), 
Kordić 4 (2-2), Kostić 2, Dr. Dogan 12 (4-8), Čorić, Lešina 8 (2-3),  
Da. Dogan 33 (1-1), Tomić 6.
Jug:  Marković 16 (2-2), Jejina 23 (16-13), Medan 7 (3-4), Matić, 
D.Bajramović 2, Lučić, Jozović 2, Đelalija 5 (3-6), Stojanović 19 (11-12),
S. Bajramović.

SKK Osijek - Kraški Zidar Sežana -   90 -  82  ( 49-44 )
SKK Osijek: Zupančić 11 (1-2), Kulić 8, Čorić, Hrgović, Miletić 3 (1-3),,
Kordić 4 (2-2), Kostić 6, Dr. Dogan 29 (7-7), Barjaktarić, Lešina 11 (3-6),    
Da. Dogan 18 (2-9), Tomić.
Kraški Zidar Sežana: Lah, Počkaj, Brezec 11 (3-5), Srdić 5 (1-2), 
Merević 6 (4-4), Dautović 16 (6-6), Gvardijančić 16 (6-6), Strnad 28 (6-7),
TIMA MTT Maribor - SKK Osijek      91-88  ( 80-80 74-74 44-41 )
TIMA MTT Maribor: Papak 30 (6-9), Mirt 12(0-2), Vujačić 11 (3-3), 
Kocbek, Prodan 2, Olujić 2, Babić 16 (0-3), 
Bratušek 6, Vidović, Matijević 6 (2-3), Šešeljko, Ojsteršek 6.
SKK Osijek: Zupančić 4, Kulić 12 (0-2), Jocić, Miletić 7 (1-3) 
Kordić 4, Kostić 3 (1-2), Dr.Dogan 29 (8-8), Lešina 9 (1-1)  
Da.Dogan 20 ( 6-10 ), Šmit.

SKK Osijek - Ilirija Ljubljana   94 - 77  ( 43-47 )
SKK Osijek: Zupančić 4, Kulić 18, Jocić 12 (2-2), Hrgović, Miletić 2,
Kordić 10, Kostić 4, Barjaktarić, Lešina 17 (3-6),    
Da. Dogan 27 (7-12), Čorić
Ilirija Ljubljana: Tomažin, Vavpotić 13 (1-2), Mržljek 15 (3-4)
Medved 12, Mehle 14, Sešek 4, Dolenc, Šošteršić 5 (3-5), 
Antešić, Senica 14 (6-7), Lemajić.

SKK Osijek - Ježica Ljubljana    94 - 82  ( 38-43 )
SKK Osijek: Zupančić 4, Kulić 10 (2-3), Jocić 4 (2-2), Barjaktarić,  
Hrgović, Kordić 2 (2-3), Kostić, Dr. Dogan 6 (2-3), Čorić, Lešina 26,  
Da. Dogan 33 (1-1), Tomić 9 (1-1).
Ježica Ljubljana: Žganec 6 (4-5), Rađen, Zec 6, Dragojlov, 
Vukasović 22 (2-3), Orešković 2, Sikirić 23 (7-8), Štampalija,
Šolić 13 (3-4), Filipan 11 (7-8).